# Los nuevos extraterrestres
Los nuevos extraterrestres és una pel·lícula de ciència-ficció espanyola del 1983 dirigida per  Juan Piquer Simón. L'esborrany original de la pel·lícula estava pensat per ser una pel·lícula de terror senzilla sobre un alienígena malvat com a furiós assassí, però els productors van exigir alteracions del guió per tal d'aprofitar l'èxit d' ET, l'extraterrestre amb un nen i un extraterrestre simpàtic i encantador.
Una coproducció entre França i Espanya, es va estrenar per primera vegada a l'antic país. Als Estats Units, de vegades es coneixia amb el títol alternatiu The Unearthling, i es va emetre a la televisió amb aquest nom.
La pel·lícula va ser en gran part oblidada fins al 1991, quan va ser escarmentada per la sèrie de televisió de culte de la sèrie B Mystery Science Theatre 3000, que va utilitzar una impressió de Film Ventures International en la qual la pel·lícula va ser retitulada Pod People.

## Argument
Tres caçadors furtius van al bosc a caçar. Un d'ells veu el que creu que és un meteor a terra i va a investigar. Troba una cova vermella brillant amb un dipòsit d'ous grans. Decideix aixafar-los, però és assassinat per una entitat invisible abans que pugui acabar, cosa que deixa un ou intacte. El misteriós ésser es venja de la destrucció, primer matant els altres caçadors i després perseguint els membres d'una banda de rock liderada per Rick, que estan de viatge de campament de cap de setmana. Aquesta banda està acompanyada per la Laura, una noia que Rick va conèixer i li va explicar els plans del cap de setmana, sense esperar que ella volgués venir. La Sharon, membre de la banda, està gelosa de la Laura, ja que ella (Sharon) és la xicota d'en Rick. Cathy i Tracy també són membres de la banda.
Tommy és un nen jove que viu en una casa aïllada amb la seva mare Molly i el seu oncle Bill. També troba la cova i porta l'ou restant a casa on eclosiona. La criatura de l'ou creix ràpidament durant la nit fins que és tan gran com Tommy. Tommy l'anomena "Trumpy" perquè té un tronc curt i semblant a una trompeta. Tommy i Trumpy es converteixen ràpidament en companys de joc. En un moment donat, Tommy li pregunta a Trumpy d'on és. Trumpy indica un mapa estel·lar, que per alguna raó presenta l'Ossa Major de manera destacada. També queda clar que Trumpy ha desenvolupat poders telecinètics durant aquest temps, ja que llança diversos objectes per l'habitació d'en Tommy. Mentre la mare alienígena continua buscant la seva descendència desapareguda, la banda de rock s'atura a casa d'en Tommy per rebre atenció mèdica després que Laura es trobi amb la mare alienígena i cau d'un penya-segat, morint després a la casa. Més tard es veu una estranya formació de punts (semblant al Carro Gran) al seu front.
L'amic de Rick, Brian i l'oncle Bill van a una estació de guardaboscs propera per utilitzar la ràdio. Allà ensopeguen amb la mare alienígena, així com amb el cos d'un segon caçador furtiu, que també porta el patró de punts. L'extraterrestre mata en Brian mentre en Bill fuig a la cabana. L'extraterrestre el colpeja a casa, però, i mata la membre de la banda Tracy a la càmper de la banda. Tommy és testimoni de l'atac a través del seu telescopi. Els supervivents decideixen amagar-se a la cabana fins l'endemà.
La mare de Trumpy s'endinsa a la casa i mata la Cathy mentre es dutxa. Els supervivents intenten massa tard per venir a rescatar-la quan senten la Cathy cridar, i Bill aconsegueix ferir l'alienígena amb un tret. Bill i Rick volen atrapar la mare de Trumpy abans que pugui escapar, així que Rick agafa un fusell i se'n van perseguint.
Immediatament després de marxar, apareix Trumpy, espantant a Molly i Sharon. La Molly agafa un rifle i pretén disparar a Trumpy, però Tommy protegeix el seu amic alienígena i l'empeny al bosc. La Molly i la Sharon persegueixen, buscant Tommy, Rick i Bill a la foscor.
Finalment, Trumpy i la seva mare es reuneixen breument abans que Rick i Bill els trobin. La mare alienígena ataca en Bill, que li dispara una vegada abans de ser assassinada, després és abatuda per Rick. Trumpy i Tommy desapareixen al bosc i s'acomiaden abans que Tommy es reuneix amb la seva mare, la Sharon i en Rick. La pel·lícula acaba amb Trumpy entrant més endins al bosc i Tommy, Rick, Molly i Sharon tornant a la cabana.

## Repartiment
- Ian Serra com a Rick (com a Ian Sera)
- Nina Ferrer com Sharon
- Susana Bequer com a Lara Stapleton (com a Susan Blake)
- Sara Palmer com a Kathy
- Óscar Martín com a Tommy Stevens
- Maria Albert com a Tracy
- Emilio Linder com a Brian (com a Emil Linder)
- Concha Cuetos com Molly Stevens (com Connie Cheston)
- Manuel Pereiro com a Bill Stevens
- Frank Braña com a Burt

## Producció
Los nuevos extraterrestres va ser una coproducció entre França i Espanya, amb el rodatge a Madrid. El repartiment eren majoritàriament actors espanyols, tot i que la pel·lícula es va rodar tant en castellà com en francès i es va doblar en postproducció.

## Estrena
Los nuevos extraterrestres es va estrenar per primera vegada a França. De vegades es va projectar a la televisió nord-americana amb el títol alternatiu The Unearthling.
El 1990, la pel·lícula va ser adquirida per a la distribució televisiva dels Estats Units per Film Ventures International, que la va retitular Pod People.

## Recepció i llegat
Chris Morgan, revisant la versió Pod People de la pel·lícula, la va considerar "una de les pitjors pel·lícules que he vist mai, però afortunadament és dolenta d'una manera divertida".

### Mistery Science Theatre 3000
Los nuevos extraterrestres va guanyar certa popularitat l'any 1991 després que va ser criticat per la sèrie de pel·lícula B Mystery Science Theatre 3000 (MST3K), que va emetre una impressió provinent de Film Ventures International en la qual la pel·lícula va ser retitulada Pod  People. L'episodi es va emetre l'estiu de 1991.
En comú amb Cave Dwellers, un altre llançament de Film Ventures criticada per MST3K, els crèdits inicials i finals de Pod People es superposen a imatges borroses d'una pel·lícula totalment no relacionada, en aquest cas The Galaxy Invader (1985). L'última pel·lícula més tard seria criticada per Mike Nelson, Bill Corbett, i Kevin Murphy per RiffTrax el 2011. Pod People va ser seleccionat pels fans per participar a la MST3K 2016 i 2020 Turkey Day Marathon.
L'actuació de la banda de pop de ficció de la pel·lícula de "Rugen los motores"és parodiada en un esquetx a "Mystery Science Theatre 3000" per la seva lletra inintel·ligible, específicament el cor, "hear the engines roll now" interpretat ara com el rol de MST3 "hideous control now", "idiot control now" i altres variacions. El gest després de la cançó del cantant principal de fer el signe OK somrient, i dient "fa pudor!" es va convertir en una broma recurrent a MST3K.

### Mitjans domèstics
El 1985, la pel·lícula es va estrenar en VHS al Canadà, amb llicència de Cinema Shares International, sota el títol The Unearthling. In the United Kingdom, a VHS was released under the title E. T.: The Second Coming.
La versió de la pel·lícula a Mystery Science Theater 3000 fou llançada per Rhino Home Video com a part de Collection, Volume 2 DVD que va ser reeditat per Shout Factory en multipel·lícula el 24 de maig de 2016. La pel·lícula en si va ser llançada en DVD l'any 2005 per Substance. Fou llançada en Blu-ray per  Severin Films el 27 de juny de 2023.